# Wspólnota administracyjna Nesseaue
Wspólnota administracyjna Nesseaue (niem. Verwaltungsgemeinschaft Nesseaue) – wspólnota administracyjna w Niemczech, w kraju związkowym Turyngia, w powiecie Gotha. Siedziba wspólnoty znajduje się w miejscowości Friemar.
Wspólnota administracyjna zrzesza dziewięć gmin wiejskich: 
1. Bienstädt
2. Eschenbergen
3. Friemar
4. Molschleben
5. Nottleben
6. Pferdingsleben
7. Tröchtelborn
8. Tüttleben
9. Zimmernsupra